# Mosciano Sant’Angelo
Mosciano Sant’Angelo község (comune) Olaszország Abruzzo régiójában, Teramo megyében.

## Fekvése
A megye északkeleti részén fekszik. Határai: Bellante, Castellalto, Giulianova, Notaresco, Roseto degli Abruzzi, Sant’Omero és Tortoreto.

## Története
Első említése 827-ből származik. Valószínűleg az itt megtelepedő bencések alapították. Önálló községgé a 19. század elején vált, amikor a Nápolyi Királyságban felszámolták a feudalizmust.

## Népessége
A népesség számának alakulása:

## Főbb látnivalói
- Santa Maria degli Angeli-kolostor
- Santa Maria Assunta-templom
- Colle Leone obszervatórium